# Muszynka (rzeka)
Muszynka – rzeka, prawy dopływ Popradu. Cały jej bieg znajduje się w województwie małopolskim w powiecie nowosądeckim. Ma źródła na wysokości około 680 m n.p.m. pod Przełęczą Tylicką w miejscowości Muszynka. Spływa w północno-zachodnim kierunku dość prostym łożyskiem do Tylicza. Jej dolina na tym odcinku stanowi granicę między Beskidem Niskim a Górami Leluchowskimi. W Tyliczu uchodzi do niej z prawej strony największy dopływ – Mochnaczka. Napotykając na Pasmo Jaworzyny zmienia też tutaj kierunek na południowo-zachodni. Od Tylicza płynie krętym korytem do Muszyny pomiędzy Pasmem Jaworzyny a Górami Leluchowskimi. Na tym odcinku przepływa przez miejscowości Powroźnik i Muszyna, w której uchodzi do Popradu na wysokości 444 m n.p.m.
Na odcinku od Tylicza do Muszyny rzeka dokonuje głębokiego przełomu między Pasmem Jaworzyny i Górami Leluchowskimi. Wzdłuż jej koryta biegnie droga wojewódzka nr 971. Odcinek tej drogi wzdłuż Muszynki i Popradu należy do bardzo widokowych. Droga wzdłuż jej koryta na niektórych odcinkach biegnie wykonaną w stromym stoku półką, od strony rzeki zaś na betonowym murze. Rzeka jest częściowo uregulowana. Ma kamieniste lub piaszczyste dno, a głębokość wody wynosi od 30 do 150 cm.
Główne dopływy:
- lewe: Zimny Potok, Pusta, Wojkowski Potok, Stupne, Młynne, Wilcze
- prawe: Roztoka, Mochnaczka, Bradowiec, Kryniczanka, Jastrzębik

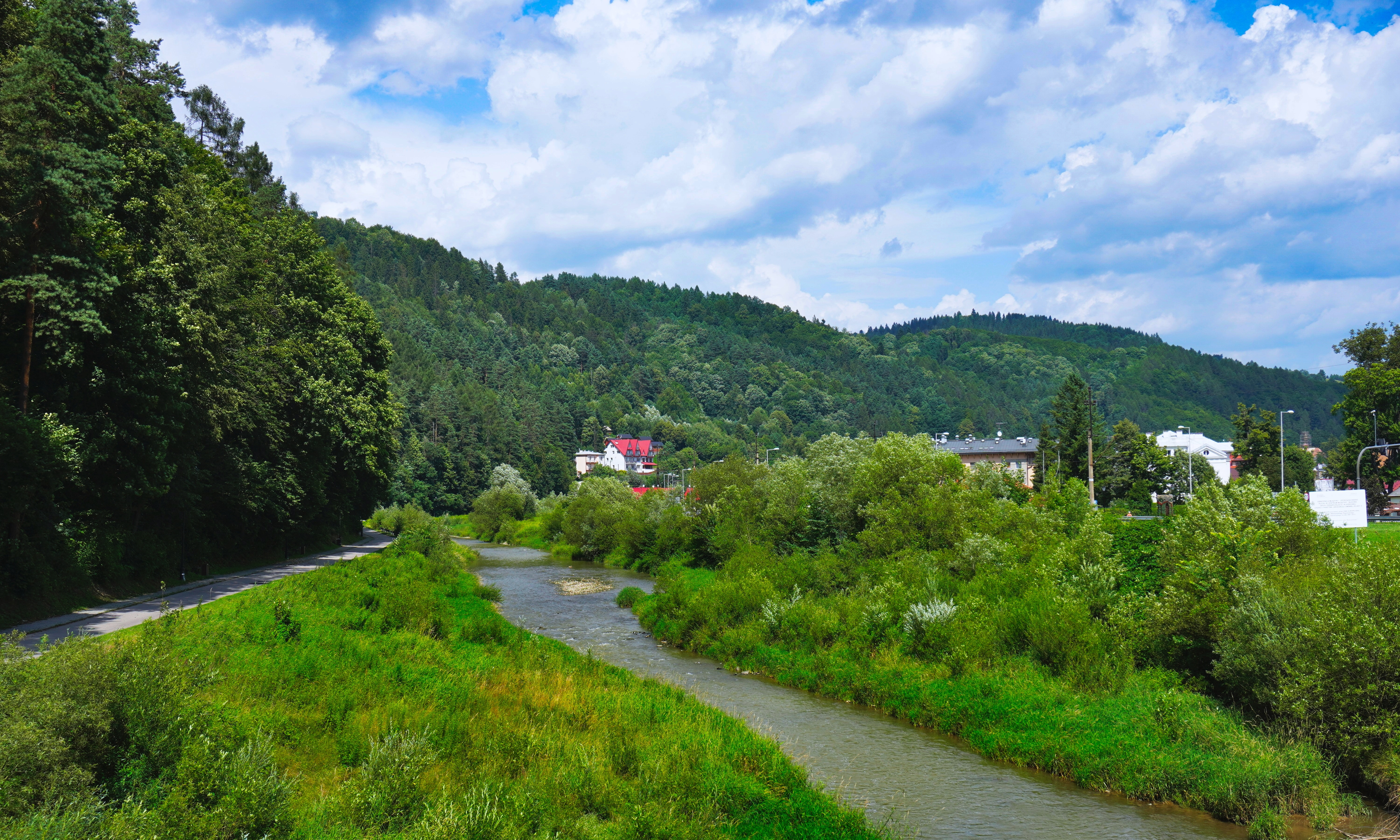
Muszynka w Muszynie, przed ujściem do Popradu